# JR貨物UT10C形コンテナ
UT10C形コンテナ（UT10Cがたコンテナ）は、日本貨物鉄道（JR貨物）輸送用として籍を編入している、20 ft形の私有コンテナ（タンクコンテナ）である。

## 概要
本形式の数字部位 「 10 」は、コンテナの容積を元に決定される。このコンテナ容積10 ㎥の算出は、厳密には端数四捨五入計算の為に、内容積9.5 - 10.4 ㎥の間に属するコンテナが対象となる。また形式末尾のアルファベット一桁部位 「 C 」は、コンテナの使用用途（主たる目的）が 「 危険品の輸送 」を表す記号として付与されている。

## 番台毎の概要

### 0番台
1
日陸所有（新日鐵化学借受）、トリフェニル専用。
※ 保護枠なし。
2
日本石油輸送所有（新日本石油借用）、潤滑油専用。
※ 保護枠なしで、タンクは楕円形。
3
日本陸運産業所有（日本ユピカ借受）、メタクリル酸アリル専用。

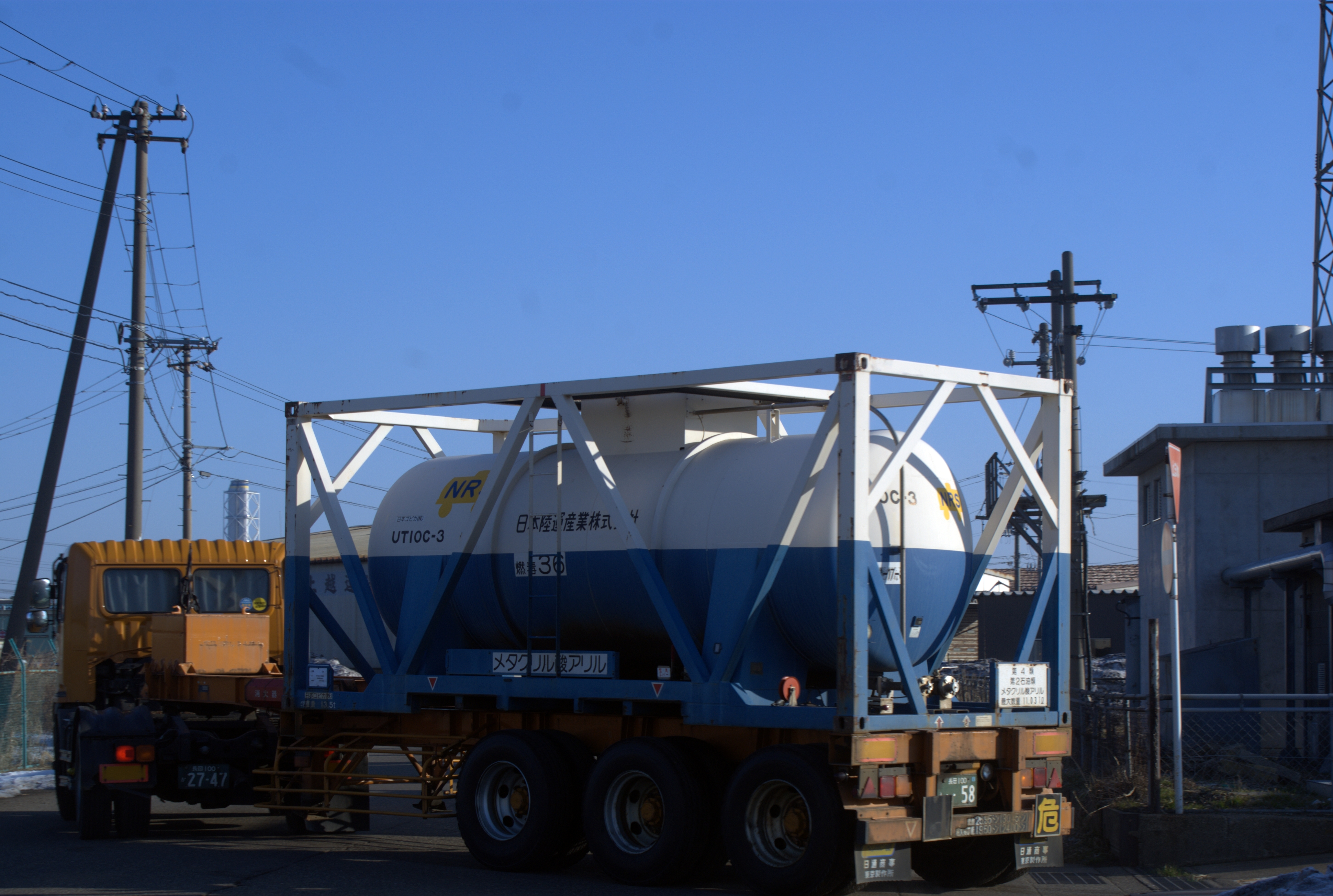
UT10C-3（2011年2月22日撮影）

4 - 10
日産化学工業所有、液化アンモニア専用。総重量12.1t。
11
（所有者不明）
12 ・ 13
日産化学工業所有、アンモニア専用。総重量12.1t。
14
（所有者不明）
15 - 21
日産化学工業所有、アンモニア専用。総重量12.1t。

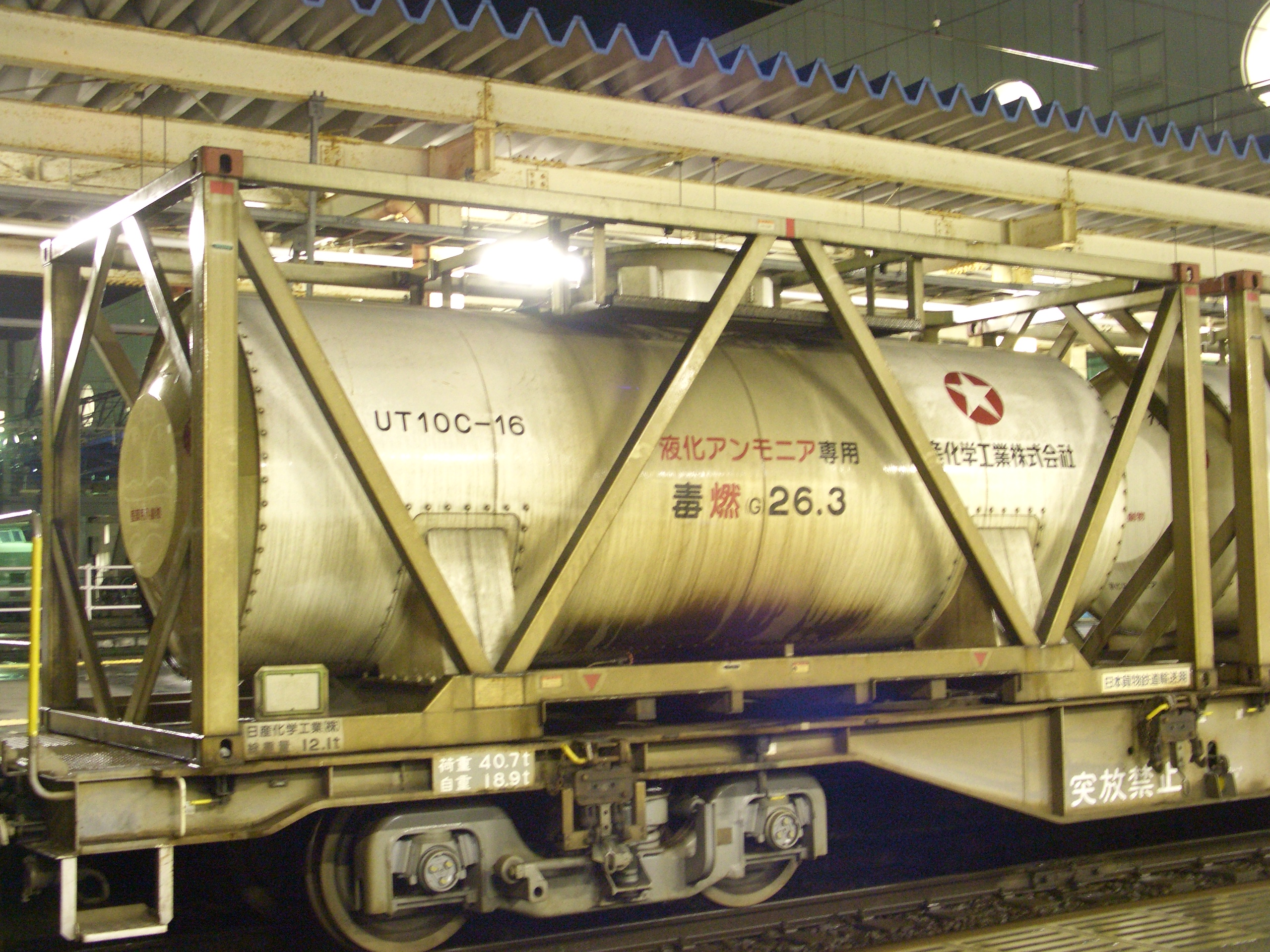
UT10C-16（2007年7月14日撮影）

### 5000番台
5001, 5002
菱成産業（現・三菱ケミカル物流）所有、ベンズアルデヒド専用。

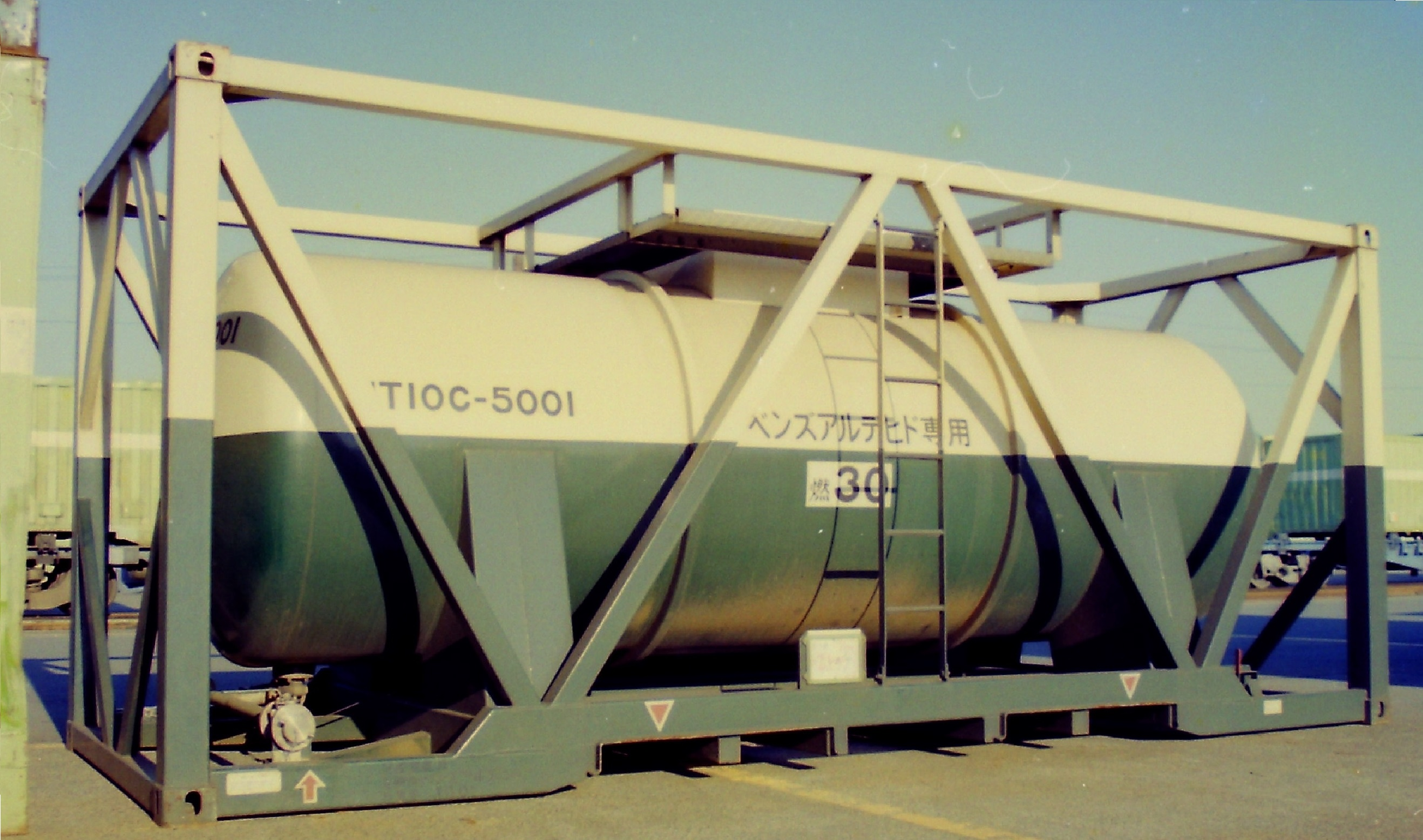
UT10C-5001（大阪貨物(タ)にて2009年4月4日撮影）

5003, 5004
日本石油輸送所有（新日本石油借受）、潤滑油専用。後に一部日本石油借受解除の上で脂肪酸専用に変更。

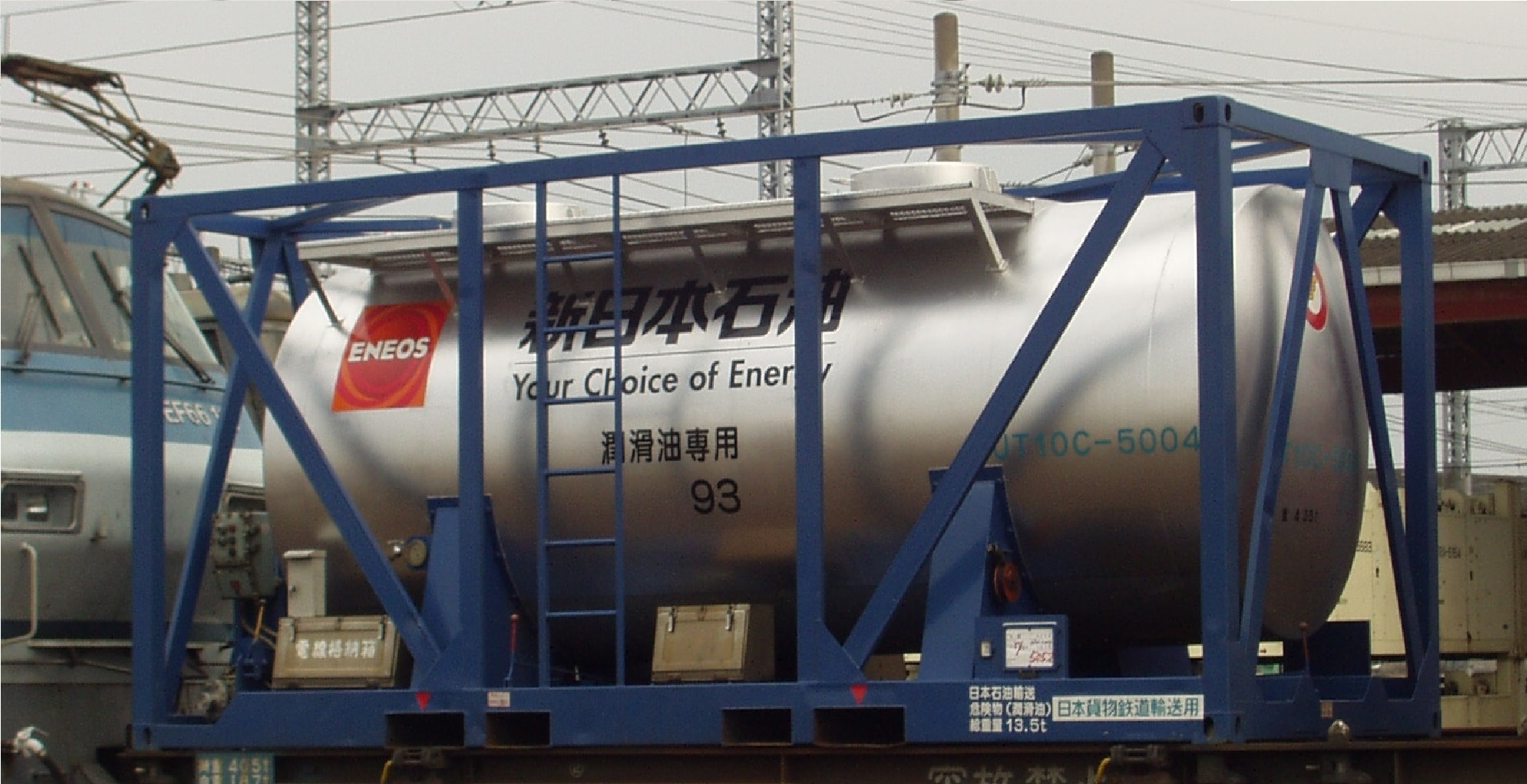
UT10C-5004（旧、西岡山にて2003年4月9日撮影）

5005, 5006
日本石油輸送所有、ポリプロピレングリコール (PPG) 専用。後にオルソジクロロベンゼン専用に変更。

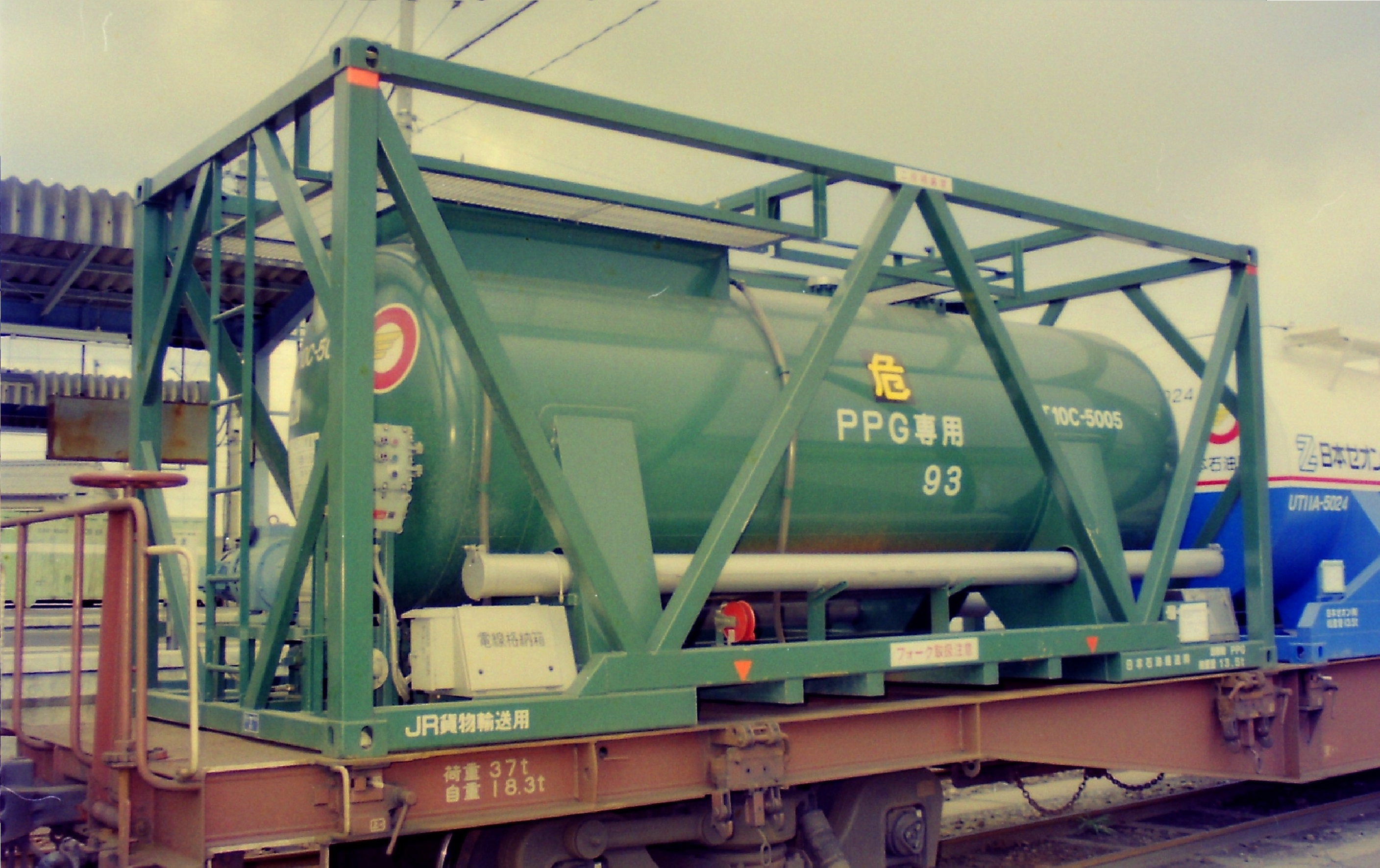
UT10C-5005（愛媛／新居浜駅にて1989年11月3日撮影）

5007
↓ 日本石油輸送所有（新日本石油借受）、潤滑油専用。
↓ 日本石油輸送所有（花王借受）、脂肪酸専用。
日本石油輸送所有所有、（日本ケミカル借受）、LLC専用。

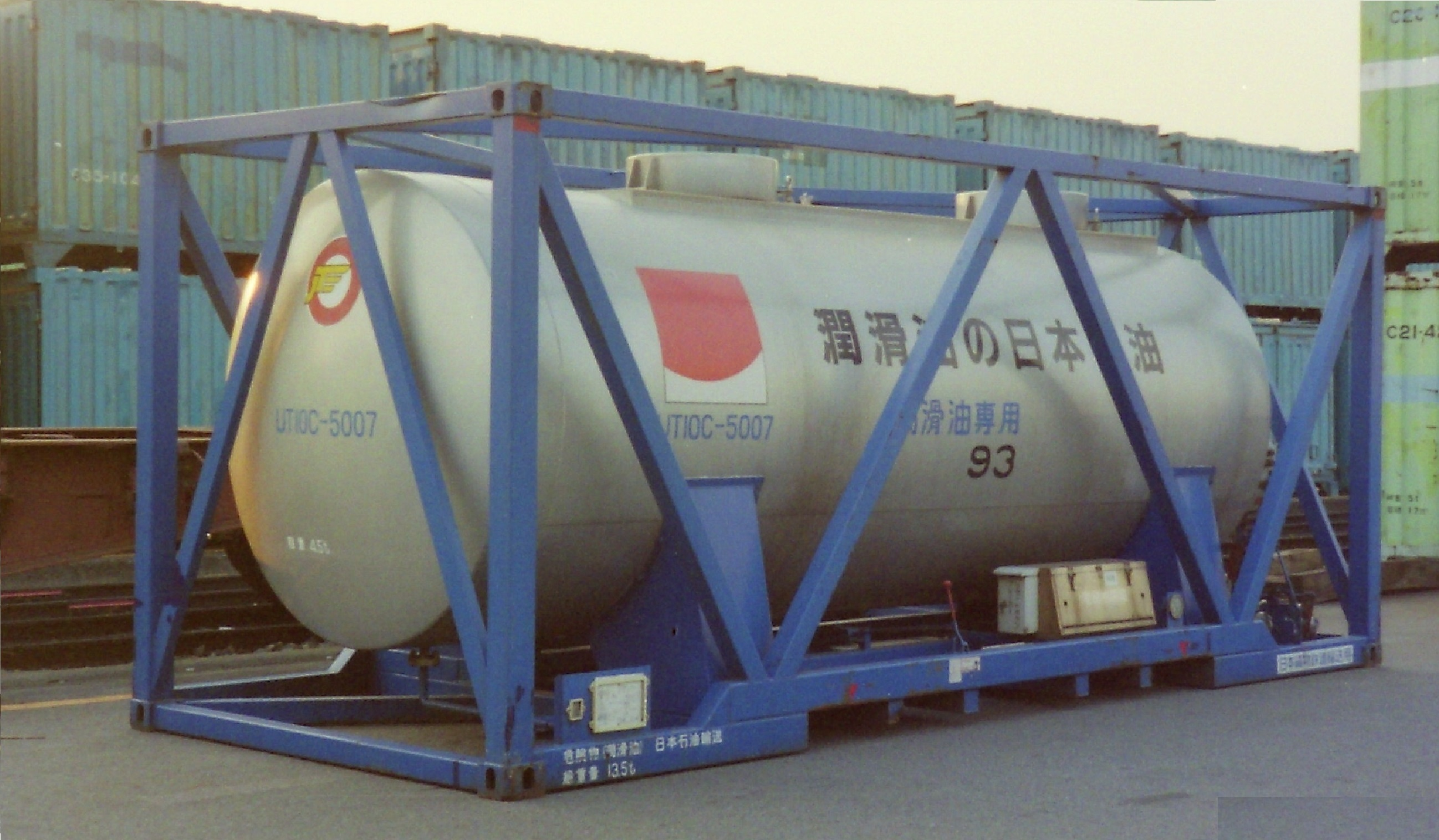
UT10C-5007（東京貨物(タ)にて1994年4月1日撮影）
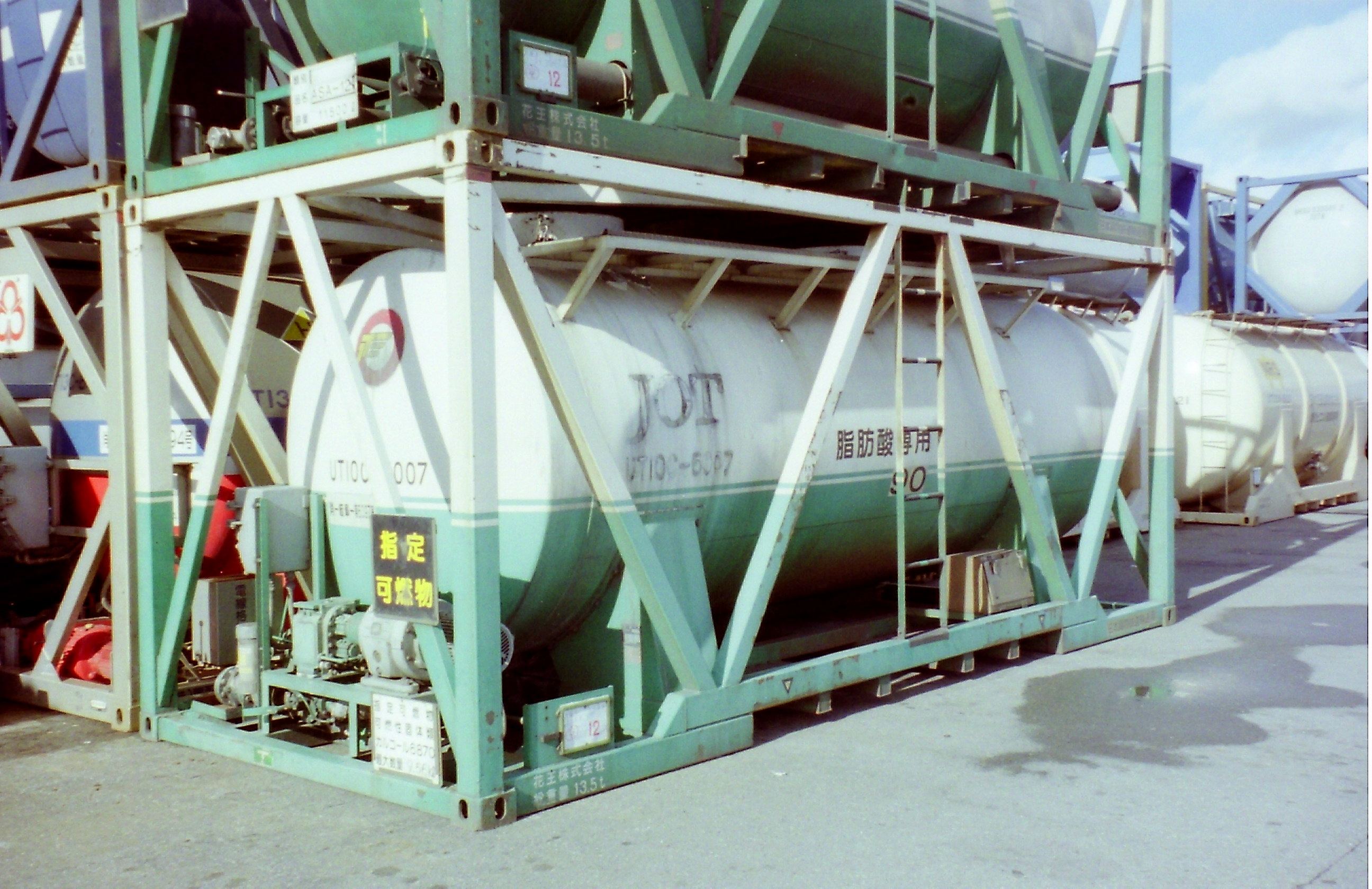
UT10C-5007（大阪(タ)にて2002年9月23日撮影）

5008
日本石油輸送所有（新日本石油借受）、潤滑油専用。

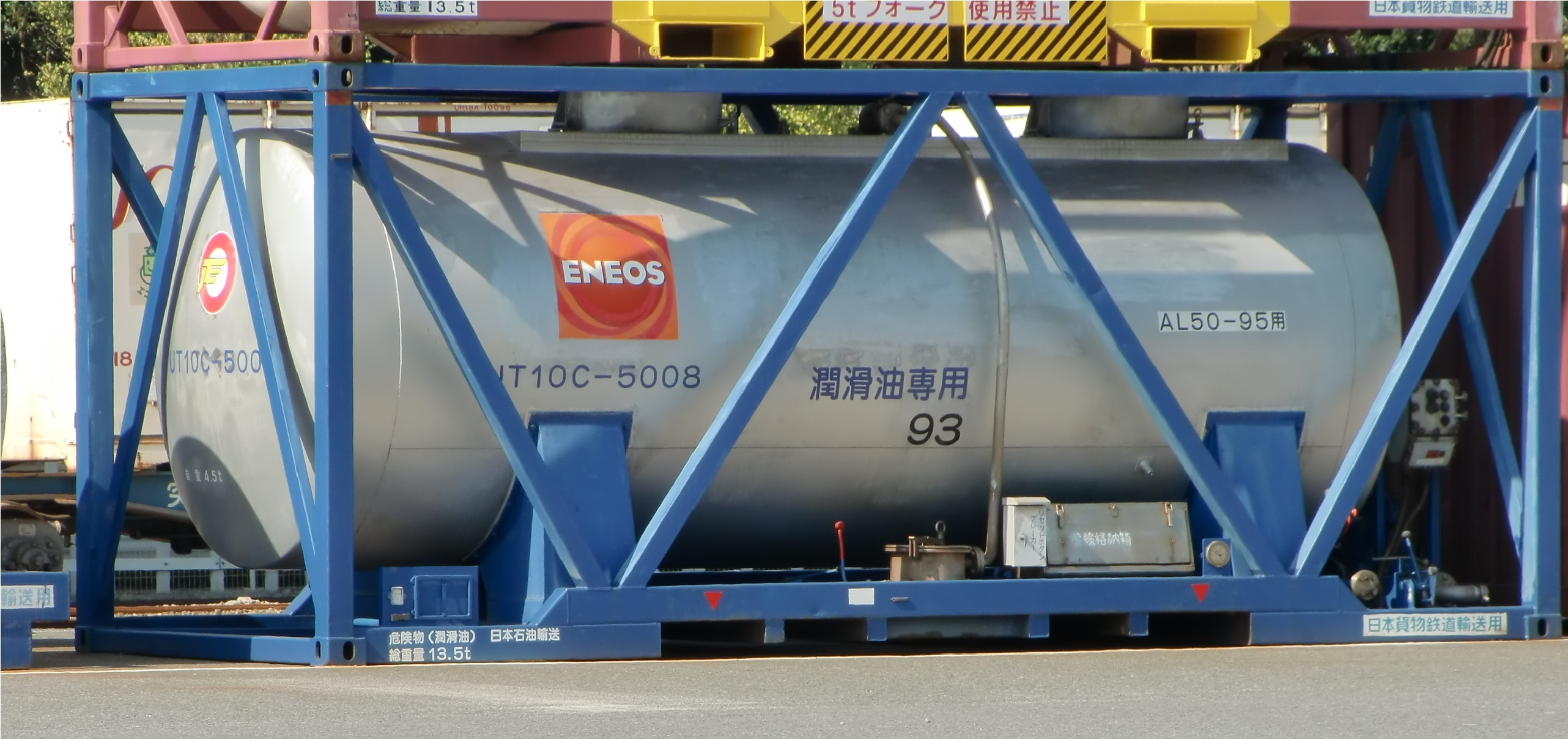
UT10C-5008（神奈川／横浜本牧駅にて2011年10月28日撮影）

5009 - 5011
（所有者不明）
5012
徳山石油化学所有、酢酸エチル専用。
↓ ※ 保護枠なしで、タンクは楕円形。
後に昭和電工所有に変更。
5013 - 5015
大阪合同通運所有、オルソクレゾール専用。

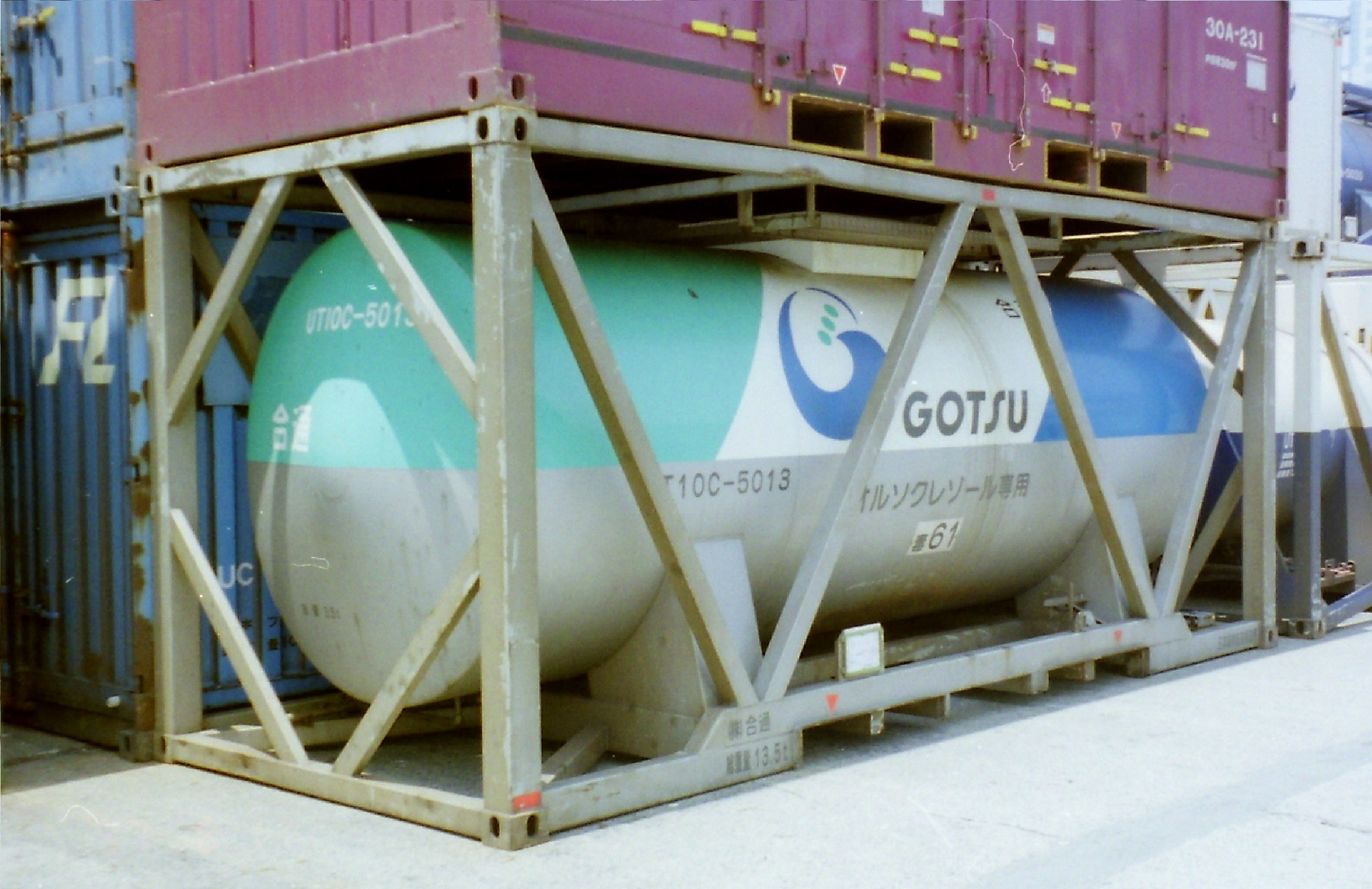
UT10C-5013（大阪／元、梅田貨物駅北地区にて1997年6月13日撮影）

5016, 5017
日陸所有（住友化学工業借受）、パラクレゾール専用。後に3M6B専用に変更。

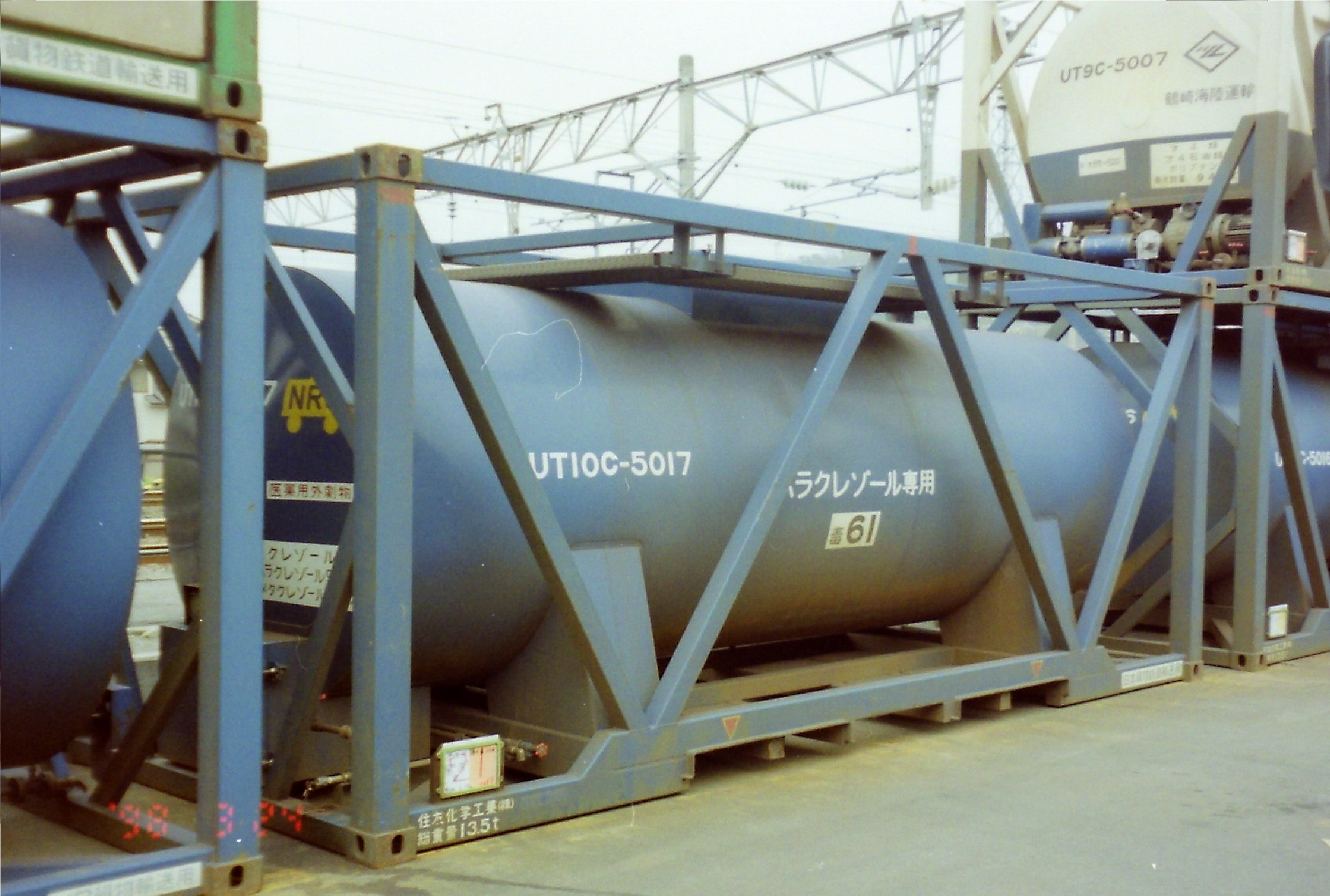
UT10C-5017（西大分駅にて1998年3月17日撮影）

5018
オロナイトジャパン（現・シェブロン・オロナイト）所有、潤滑油添加剤専用。
5019、5020
日陸所有、グリコニトリル水溶液専用。
5021
徳山石油化学所有、酢酸エチル専用。
※ 保護枠なしで、タンクは楕円形。
5022
日本石油輸送所有（新日本石油借受）、潤滑油専用。br/>※ 保護枠なしで、タンクは楕円形。

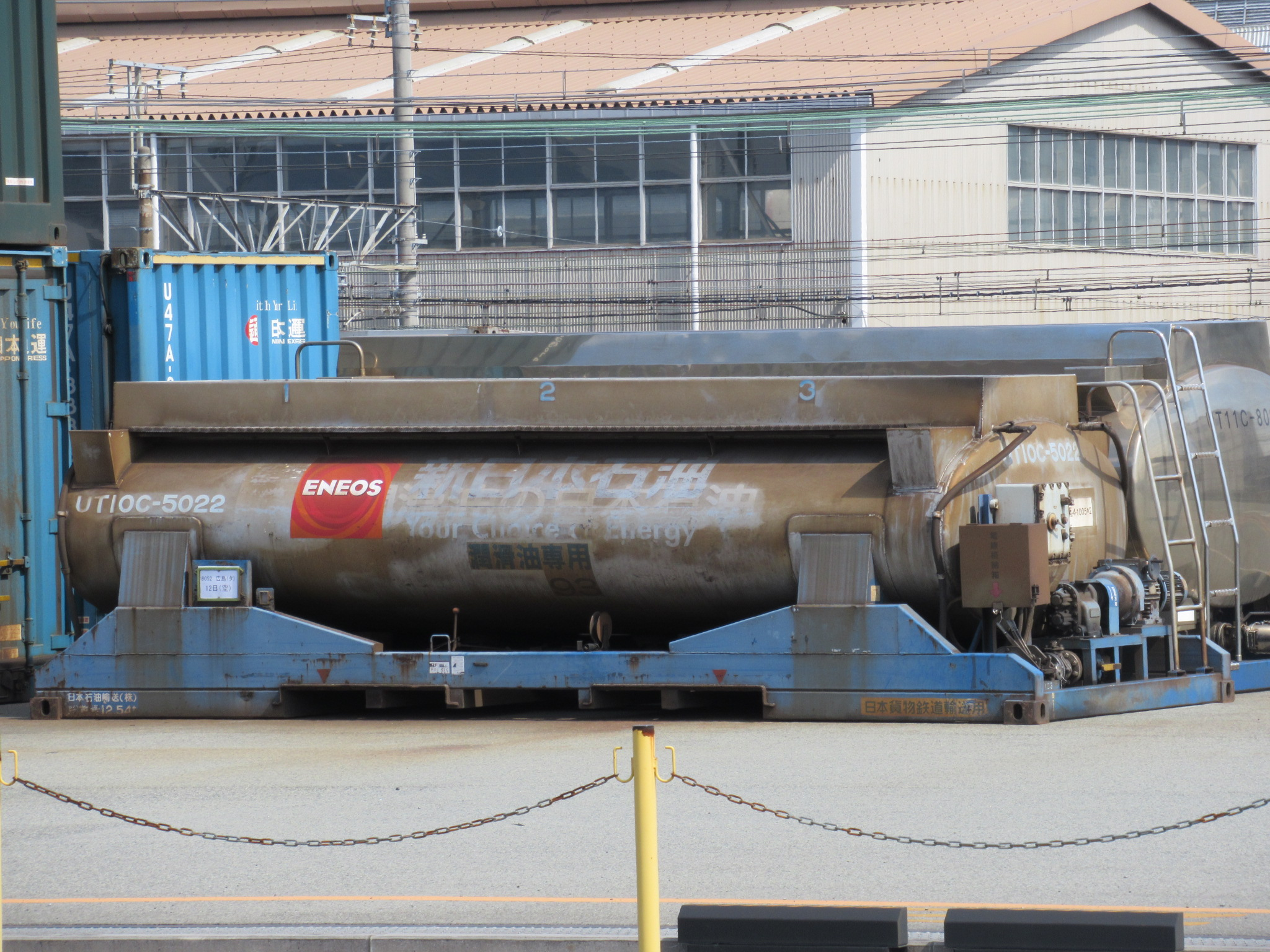
UT10C-5022（大阪／吹田貨物(タ)にて2019年4月13日撮影）

5023
オロナイトジャパン（現・シェブロン・オロナイト）所有、潤滑油添加剤専用。

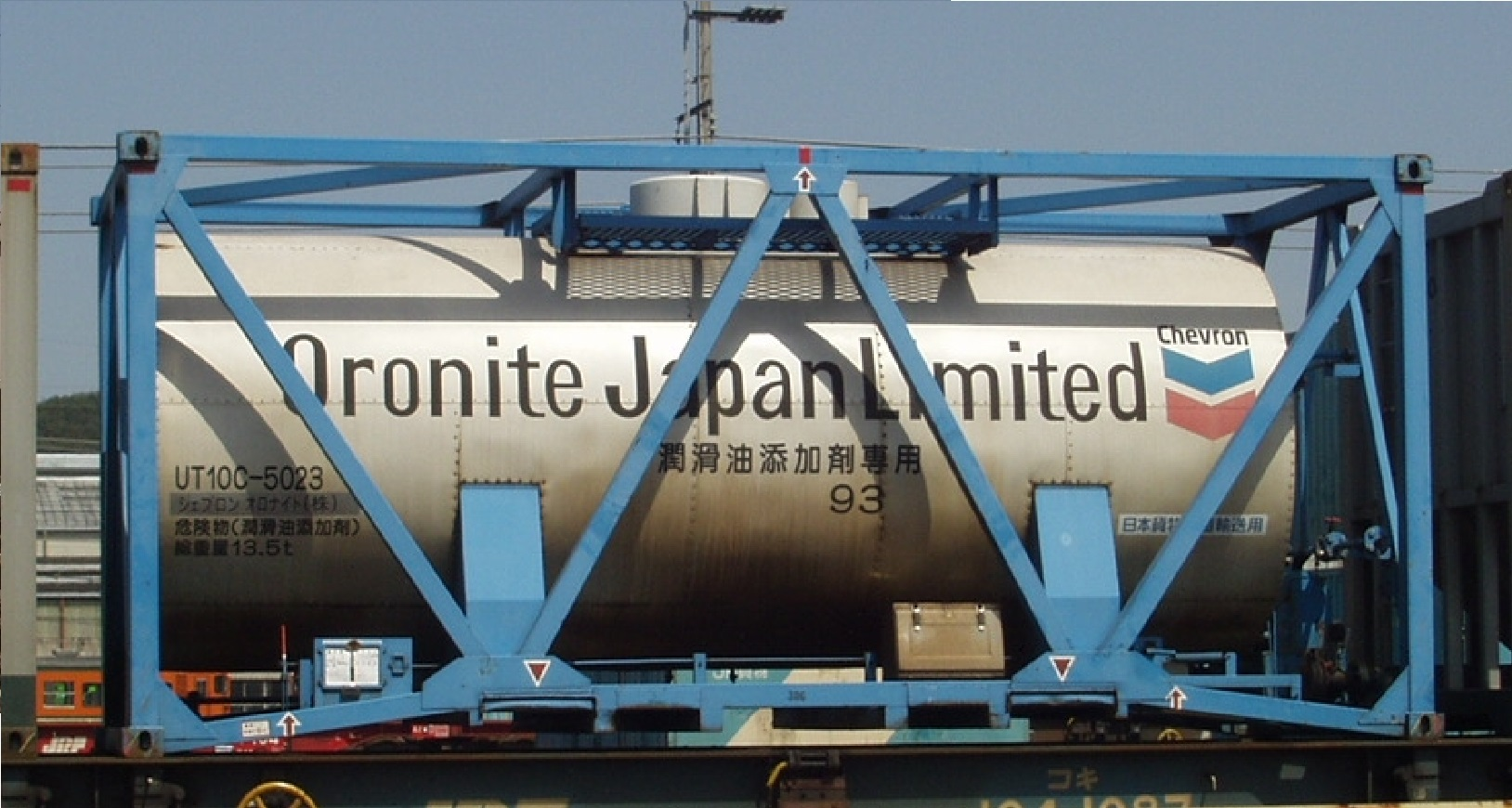
UT10C-5023（ 旧、西岡山貨物駅にて2003年4月10日撮影）

5024
日陸所有、メタパラクレゾール専用。
5025 - 5034
化成物流（現・三菱化学物流）所有、ラクトニトリル専用。総重量13.2t、自重3.2t。

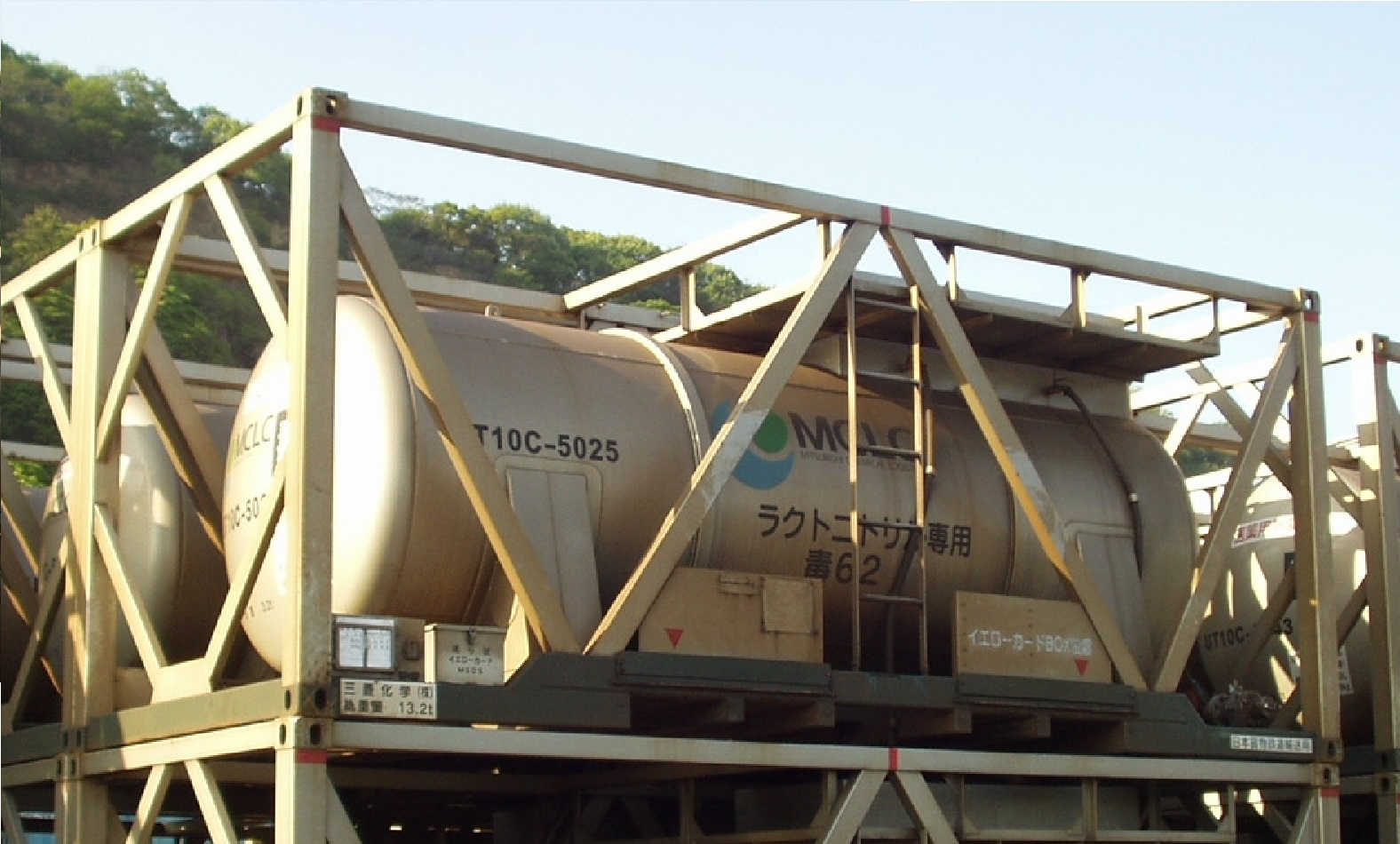
UT10C-5025（岡山／東水島駅にて2003年5月3日撮影）

5035 - 5044
日陸所有、ラクトニトリル専用。

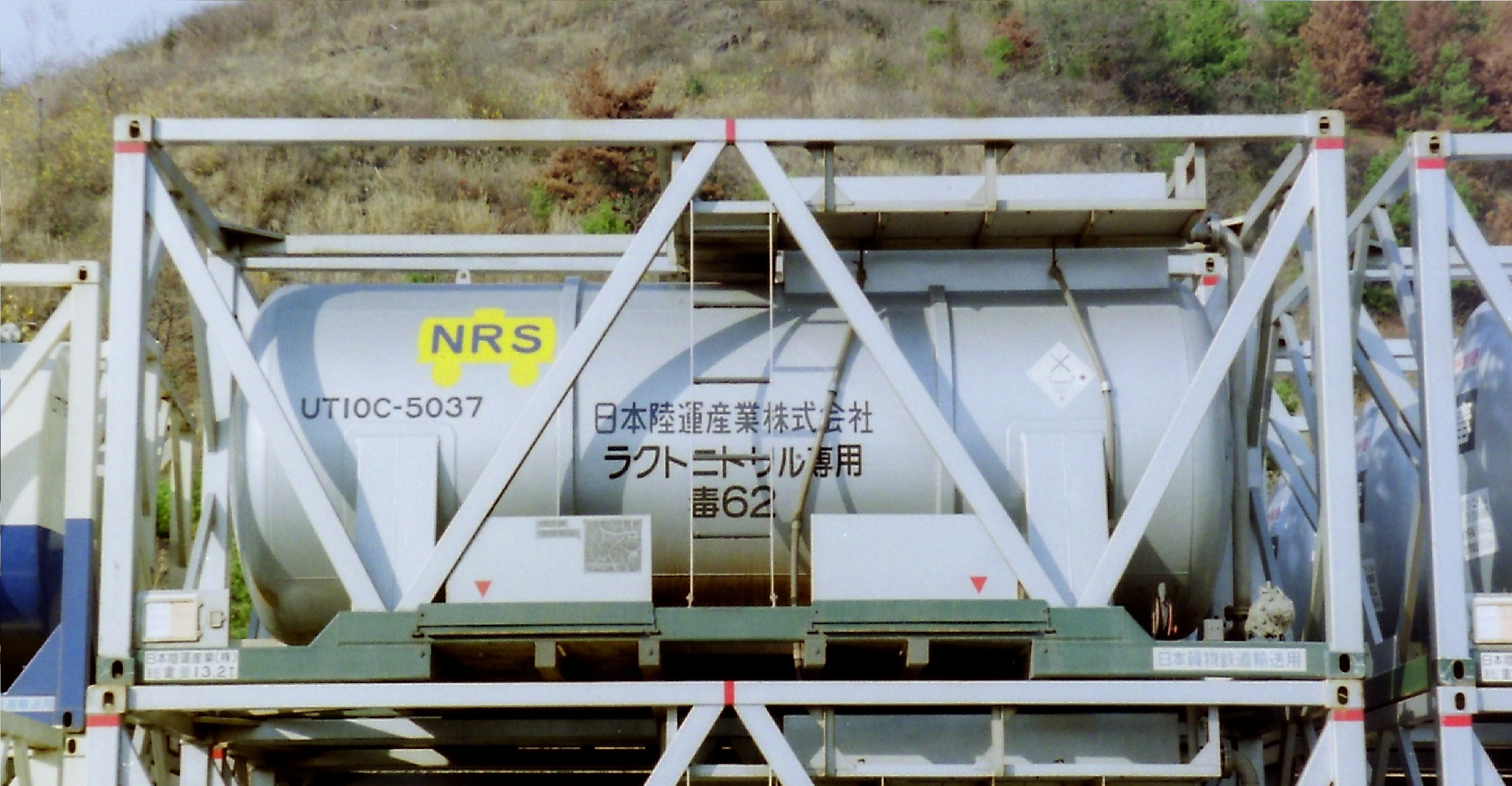
UT10C-5037（岡山／東水島駅にて1997年12月11日撮影）

5045 - 5054
日本石油輸送所有、ラクトニトリル専用。総重量13.2t、自重3.2t。

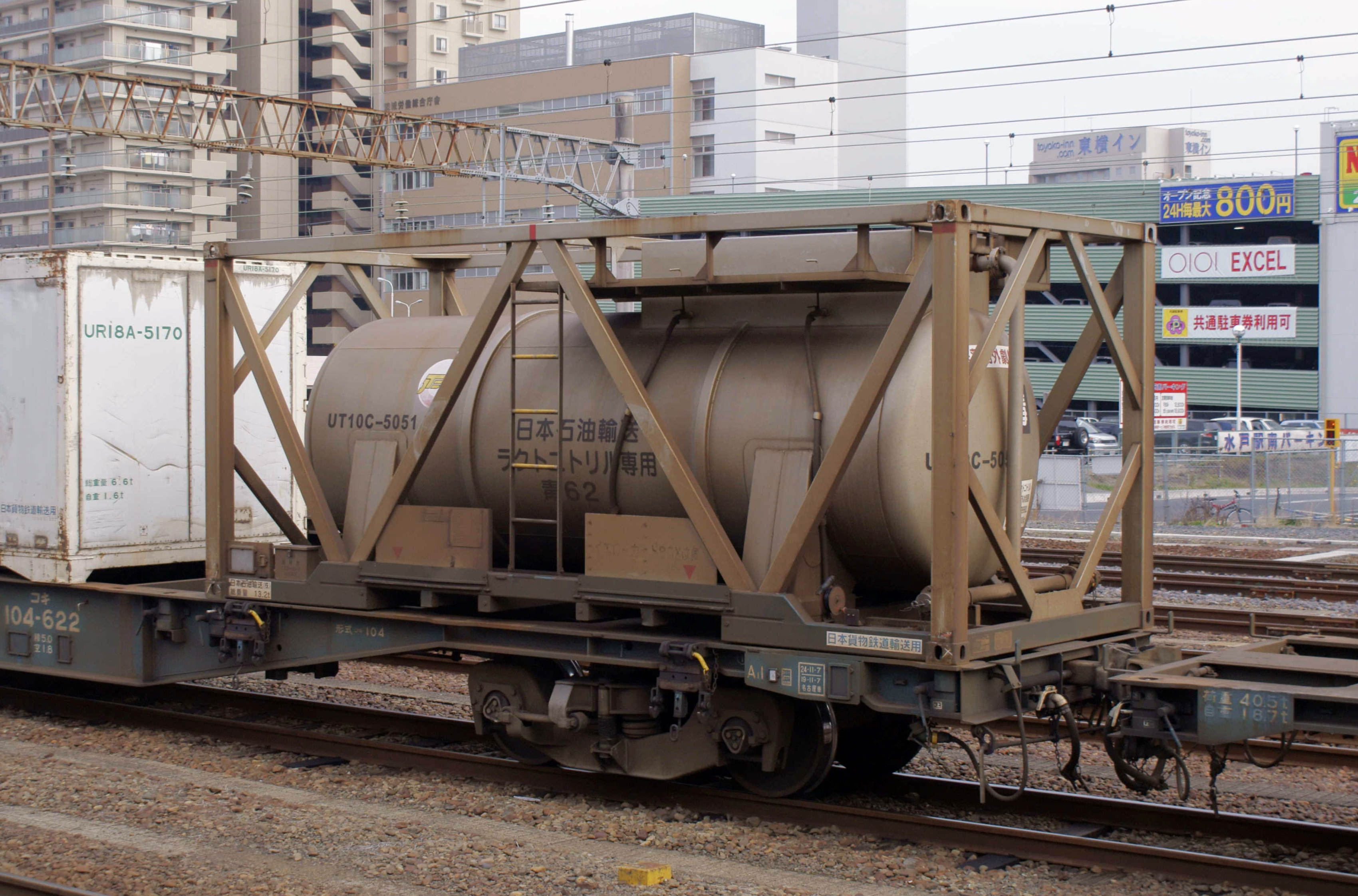
UT10C-5051（茨城／水戸駅にて2009年4月4日撮影）

5055 - 5058
日本石油輸送所有、危険物汎用。総重量13.5t。

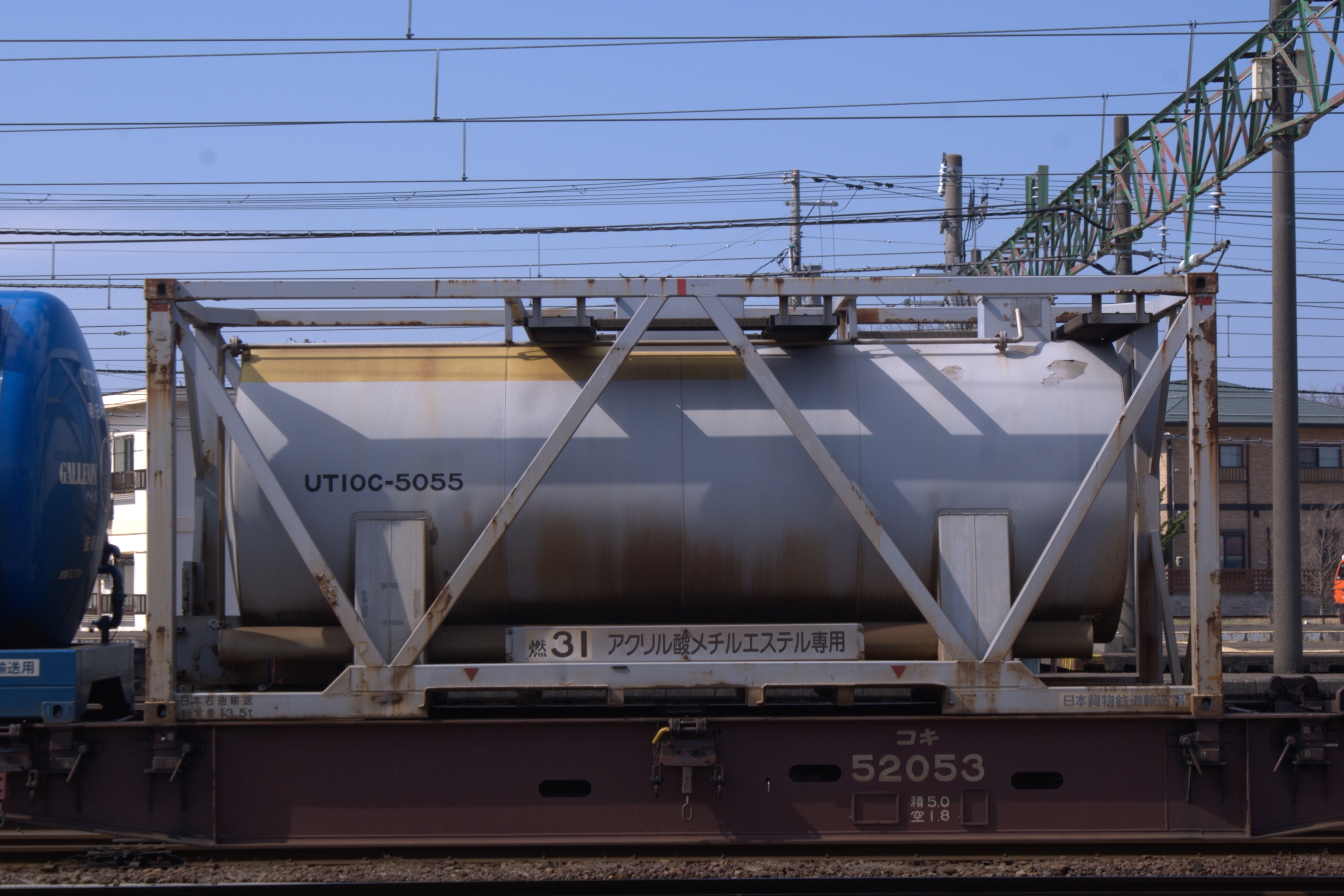
UT10C-5055（新潟／直江津駅にて2010年3月19日撮影）

5059 - 5063
日本石油輸送所有（日本油脂借受）、バーブチルH-69専用。

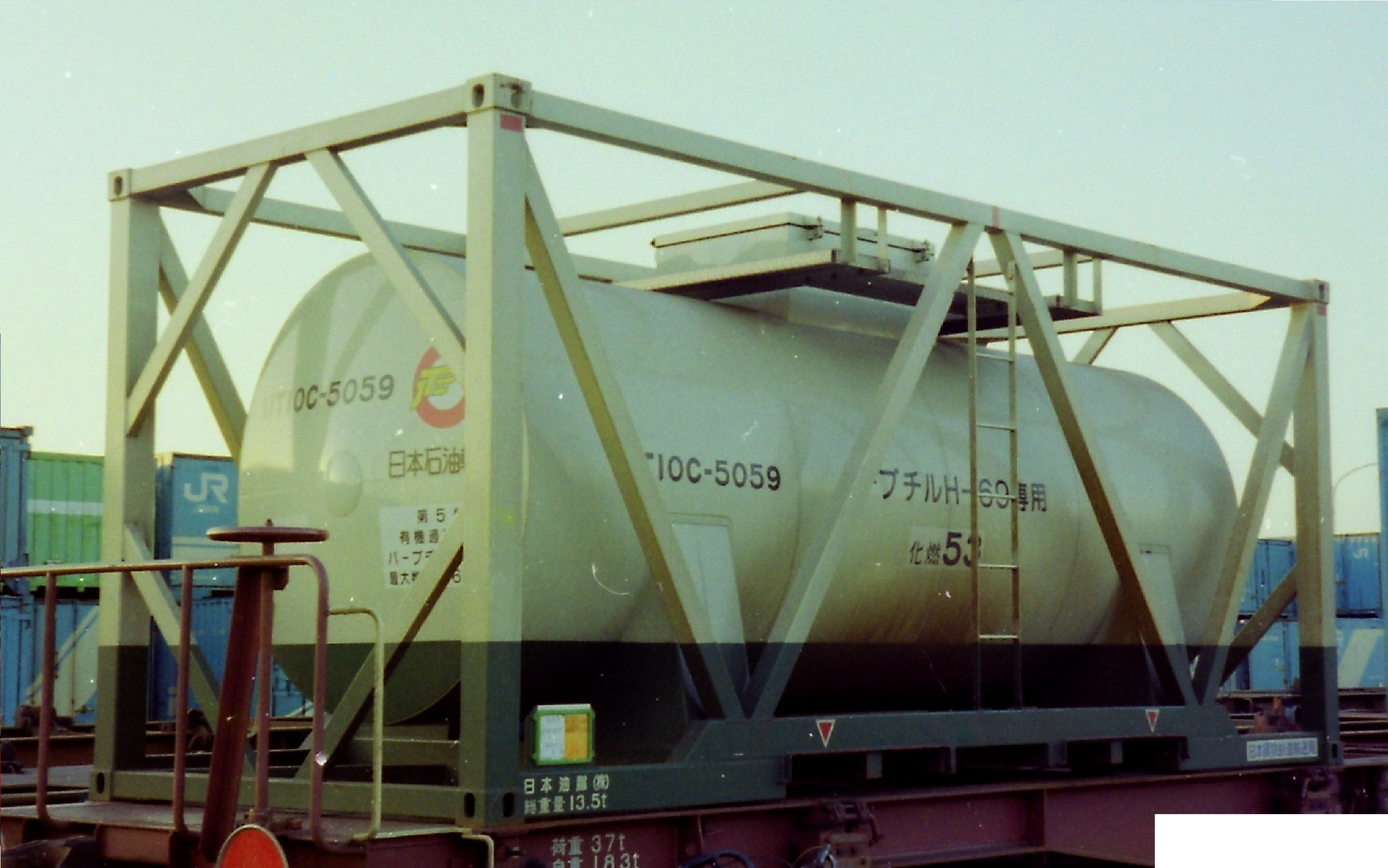
UT10C-5059（愛知／名古屋貨物(タ)にて1995年11月4日撮影）

5064, 5065
鶴崎海陸運輸所有（日本油脂借受）、バーブチルH-69専用。

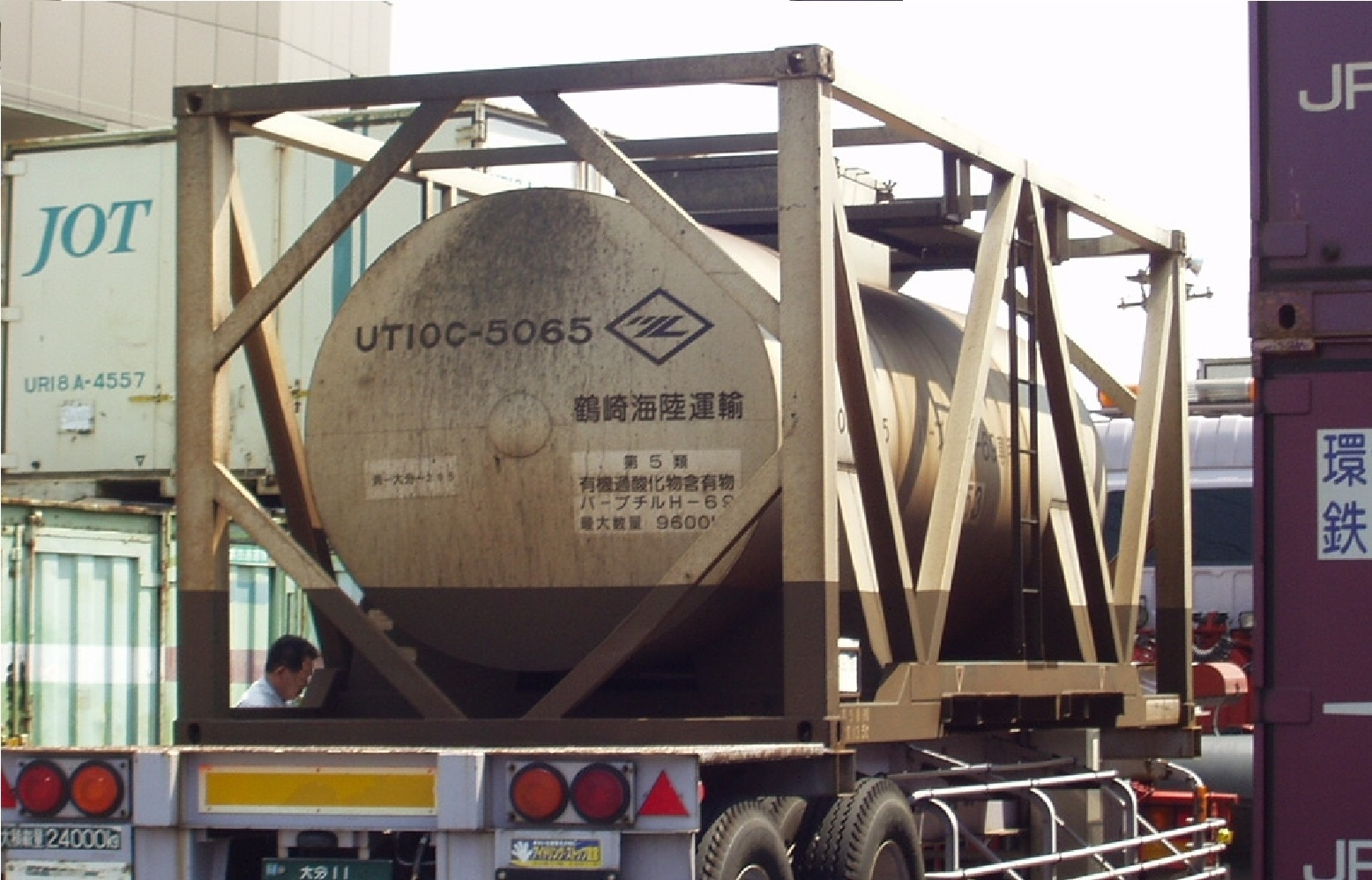
UT10C-5065（大分／西大分駅にて2004年9月3日撮影）

5066 - 5069
オロナイトジャパン（現・シェブロン・オロナイト）所有、潤滑油添加剤専用。

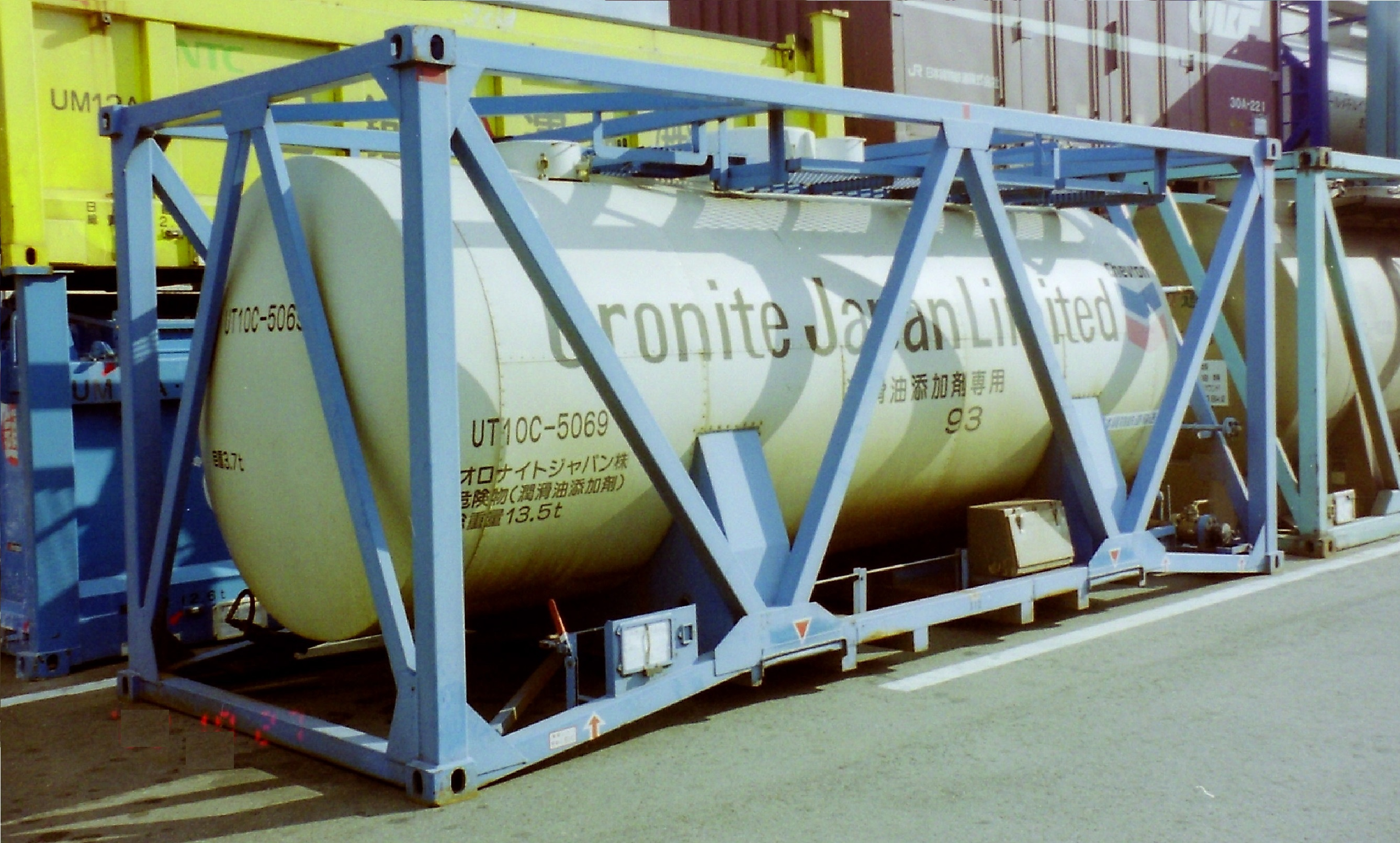
UT10C-5069　旧、オロナイトジャパン名義（福岡／北九州貨物(タ)にて2004年9月3日撮影）
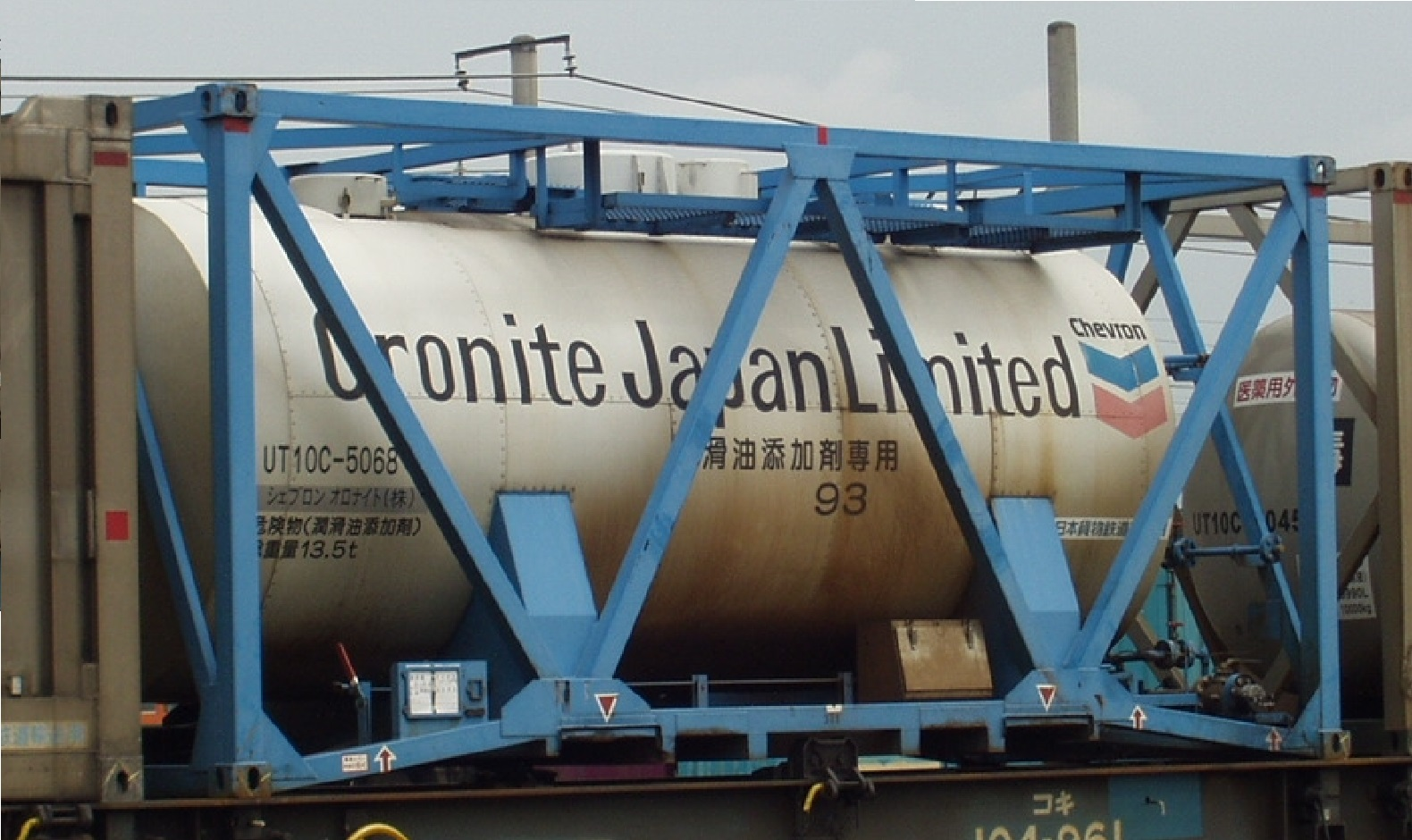
UT10C-5068　シェブロン・オロナイト名義（旧、西岡山貨物駅にて2004年9月3日撮影）

5070, 5071
エム・ティー・ビー所有、アクリルアマイド水溶液専用。総重量13.5t。
※ 保護枠なし。

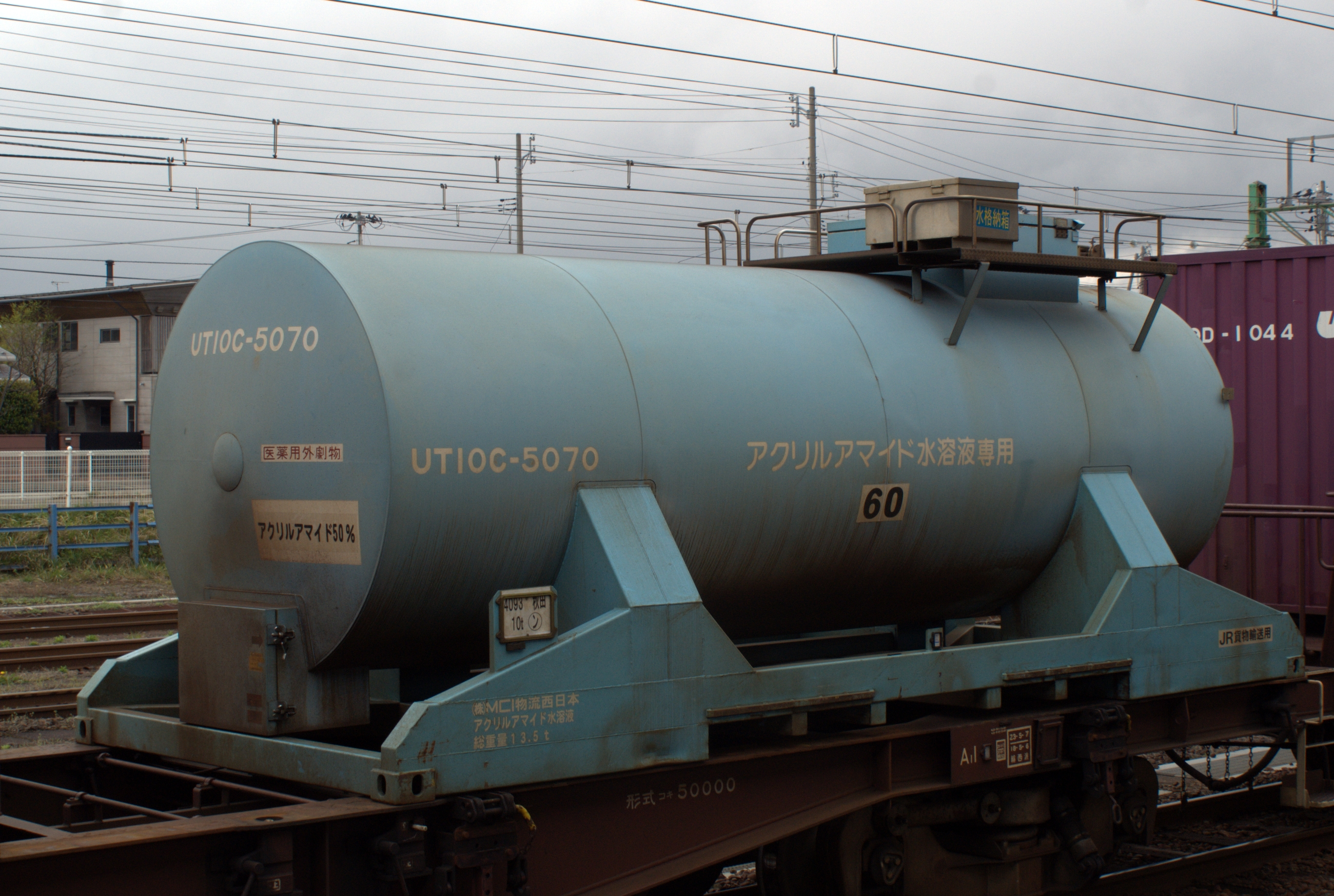
UT10C-5070（新潟／直江津駅にて2010年4月28日撮影）

5072, 5073
化成物流（現・三菱化学物流）所有、アクリルアマイド水溶液専用。
※ 保護枠なし。

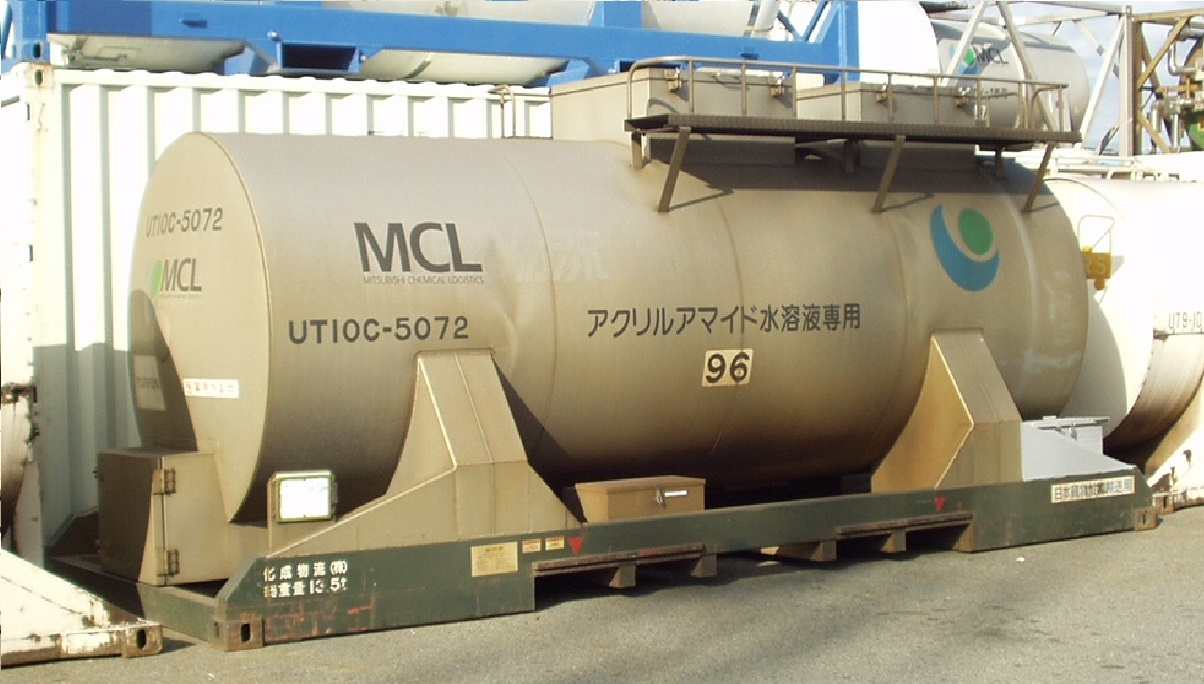
UT10C-5072（東京貨物(タ)にて2020年9月13日撮影）

5074, 5075
日本石油輸送所有（住化物流西日本借受）、アリルクロライド専用。
5076
オロナイトジャパン（現・シェブロン・オロナイト）所有、潤滑油添加剤専用。
5077 - 5080
日本石油輸送所有（旭硝子借受）、ジプロピレングリコール（DPG）専用。
5081
日本石油輸送所有（日本油脂借受）、ポリブテン専用。
5082 - 5084
日陸所有（東亞合成借受）、アクリル酸メチル専用。
5085
日本石油輸送所有、プロピレングリコール専用。
5086 - 5090
中央通運所有、液化塩化ビニル専用。総重量13.5t。

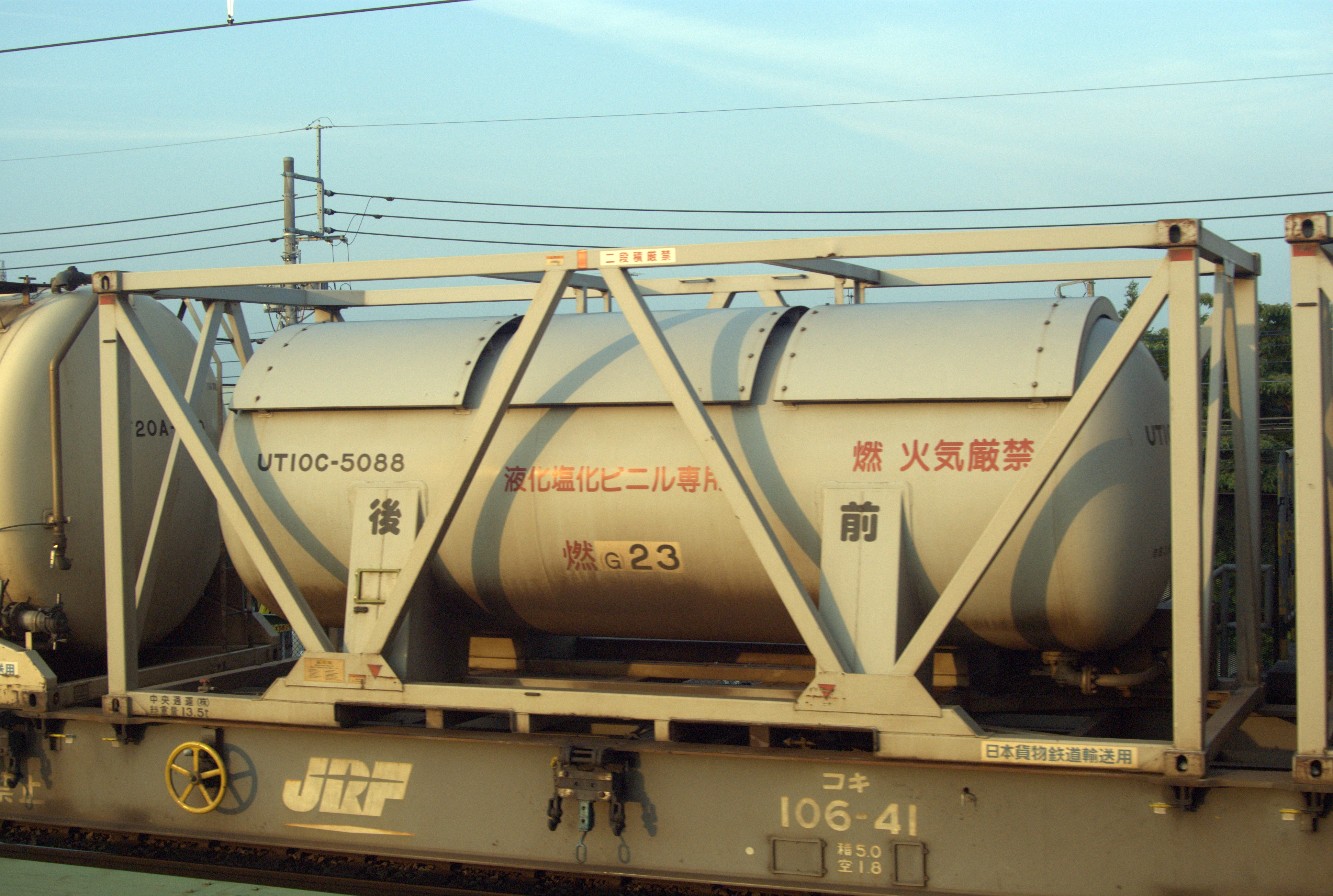
UT10C-5088（2009年6月10日撮影）

5091
（所有者不明）
5092, 5093
ダイキン工業所有、R-410A専用。
5094
（所有者不明）
5095
三洋化成工業所有、クオリマーSB専用。
5096
（所有者不明）
5097 - 5101
中央通運所有、塩化ビニル専用。総重量13.5t。
5102
（所有者不明）
5103 - 5105
中央通運所有、塩化ビニル専用。総重量13.5t。
5106
ダイキン工業所有、R-410A専用。
5107 - 5111
中央通運所有、塩化ビニル専用。総重量13.5t。

### 8000番台
8001, 8002
菱成産業所有（現・三菱化学物流）、関東電化工業借受、塩化ビニリデン専用。最大総重量16.5t（規格外）。
8003
ニヤクコーポレーション所有（帝人メトン借受）、メトン液専用。最大総重量14t（規格外）。名古屋貨物ターミナル駅 - 大竹駅間専用。
8004, 8005
三徳化学工業所有、過酸化水素水専用。15.83t（規格外）。